# 哈尼托尼夫卡 (杜納伊夫齊區)
48°59′13″N 26°48′0″E / 48.98694°N 26.80000°E
哈尼托尼夫卡（烏克蘭語：Харитонівка），是烏克蘭西部的村莊，隸屬赫梅利尼茨基州的卡緬涅茨-波多利斯基區。該村面積0.64平方公里，海拔高度287米，2001年人口83，人口密度每平方公里128.9人。